# チェリー・A15
チェリー・A15（別名：Flagcloud, Cowin）とは中国の奇瑞汽車が製造しているセダンである。ロシア国内ではアミュレットの名で売られている。

## 概要
チェリー・A11の後継として造られた。トランスミッションは5速MTとZF製CVTが用意される。
ロシアではアミュレットの名前で販売されており低価格の車として人気がある。

## 安全性
EuroNCAPの実験では40マイル（64Km/h）で衝突させた結果エアバッグが作動せず、運転席部分に至るまで大破してしまった。この様子はYoutubeでも見ることができる。